# Крістіан Г'юткер
Крістіан Г'юткер (дан. Christian Gytkjær, нар. 6 травня 1990, Роскілле) — данський футболіст, нападник італійської «Венеції». Грав у складі національної збірної Данії.
Володар Кубка Данії. Чемпіон Норвегії. Володар Кубка Норвегії.

## Ранні роки
Народився 6 травня 1990 року в місті Росільде, футбольний шлях розпочав у місцевій команді. Згодом перейшов до молодіжної команди «Юллінге». 2005 року опинився в молодіжній команді «Люнгбю». У жовтні 2007 року разом зі своїм братом Фредеріком Г'юткером був запрошений на перегляд до англійського «Ліверпуля», проте для обох братів цей перегляд завершився нічим. У сезоні 2007/08 років Г'юткер став найкращим бомбардиром «Люнгбю U-18».

## Доросла клубна кар'єра

### «Люнгбю»
Влітку 2008 року Крістіан було переведено до першої команди, замінивши Мадса Томсена, який перейшов до «Норшелланна». Після чого підписав новий контракт з клубом до 2010 року. Був гравцем стартового складу, відзначився 3-а голами у 8-и матчах у своєму дебютному сезоні в Першому дивізіоні, в 2009–2010 роках Г'юткер став одним з найперспективніших гравців «Люнгбю», пройшовши через відому у всій країні молодіжну систему.
2 лютого 2010 року було оголошено, що Крістіан Г'юткер залишить «Люнгбю», коли його контракт закінчиться влітку, щоб приєднатися до переможців Кубка Данії «Норшелланна» вільним агентом, підписавши 3-річний контракт. Крістіан пішов тим же шляхом, що й Андреас Б'єллан, Андреас Лаудруп та Мортен Нордстранд, які раніше залишали з «Люнгбю» заради клубу з Фарума. Хоча його майбутнє було вже визначено, Г'юткер все ж відіграв решту сезону 2009/10 за «Люнгбю», де він звернув увагу прихильників, які не схвалювали перехід чергового гравця, якого їх команда виховала для суперників-сусідів. Ще більше оборювала вболівальників й той факт, що ще будучи гравцем «Люнгбю» Крістіан фотографувався у футболці «Норшелланна».

### «Норшелланн» та оренди
Крістіан Г'юткер дебютував за Диких Тиграх 14 серпня 2010 року у від'їзних поєдинках (0:2) чемпіонів Суперліги «Копенгаген», коли його придбали на заміну Нікі Біллі Нільсена, який був проданий до «Вільярреалу». У сезоні 2012 року його віддали в оренду в «Академіск» та норвезький «Саннес Ульф».
Своєю грою, Крістіан привертає скаутів норвезьких клубів, і як результат, в 2013 році переходить в «Гаугесун». За три сезони, Г'юткер відіграв 81 матч і забив 38 м'ячів.
Взимку 2016 року «Русенборг» оголосив про покупку Крістіана Г'юткера у «Гаугесуна», як ймовірна заміну Александру Седерлунну, якого тронхеймці продали до французького «Сент-Етьєну».
Під час зимової перерви сезони 2016/17 років перейшов до «Мюнхен 1860». У своєму дебютному матчі, 3 лютого 2017 року, проти «Армінії» (Білефельд). Після вильоту мюнхенців до Другої Бундесліги залишив команду.

### «Лех» (Познань)
28 червня 2017 року підписав 2-х річний контракт з познанським «Лехом». Протягом трьох сезонів був основним нападником команди і відзначився 65 голами у 119 іграх усіх турнірів.

### Виступи в Італії
Влітку 2020 року перебрався до складу «Монци», команди, що саме підвищилася в класі до італійської Серії B. За два роки допоміг команді вибороти право виступів в елітному італійському дивізіоні. Протягом сезону 2022/23 взяв участь у 22 іграх Серії A.
Влітку 2023 року повернувся до другого дивізіону італійської першості, уклавши дворічний контракт з «Венецією».

## Виступи за збірні
Дебютував за юнацьку збірну Данії U-17 в переможному поєдинку Нордичного чемпіоншипу 2006 проти Фарерських островів. У фіналі цього турніру відзначився 3-а голами в переможному (4:0) поєдинку проти Англії На юнацькому рівні взяв участь у 20 матчах, відзначився 6 забитими м'ячами.
2009 року залучався до складу молодіжної збірної Данії. На молодіжному рівні зіграв у 5 офіційних матчах, забив 2 голи.
У листопаді 2016 року дебютував у складі національної збірної Данії в поєдинку проти Чехії. Протягом чотирьох років провів 9 ігор за збірну і забив 5 голів.

## Статистика виступів

### Статистика клубних виступів
Станом на 20 серпня 2023
| Сезон                  | Команда                | Чемпіонат              | Чемпіонат | Чемпіонат | Національний кубок | Національний кубок | Національний кубок | Єврокубки | Єврокубки | Єврокубки | Інші змагання | Інші змагання | Інші змагання | Усього | Усього |
| Сезон                  | Команда                | Ліга                   | Ігор      | Голів     | Ліга               | Ігор               | Голів              | Ліга      | Ігор      | Голів     | Ліга          | Ігор          | Голів         | Ігор   | Голів  |
| ---------------------- | ---------------------- | ---------------------- | --------- | --------- | ------------------ | ------------------ | ------------------ | --------- | --------- | --------- | ------------- | ------------- | ------------- | ------ | ------ |
| 2008–09                | «Люнгбю»               | 1Д                     | 8         | 3         | КД                 | 0                  | 0                  | -         | -         | -         | -             | -             | -             | 8      | 3      |
| 2009–10                | «Люнгбю»               | 1Д                     | 26        | 7         | КД                 | 2                  | 0                  | -         | -         | -         | -             | -             | -             | 28     | 7      |
| Усього за «Люнгбю»     | Усього за «Люнгбю»     | Усього за «Люнгбю»     | 34        | 10        |                    | 2                  | 0                  |           | -         | -         | -             | -             | -             | 36     | 10     |
| 2010–11                | «Норшелланн»           | ДС                     | 19        | 3         | КД                 | 2                  | 0                  | -         | -         | -         | -             | -             | -             | 24     | 4      |
| лип.-груд. 2011        | «Норшелланн»           | ДС                     | 5         | 0         | КД                 | 1                  | 1                  | -         | -         | -         | -             | -             | -             | 6      | 1      |
| квіт.-черв. 2012       | «Академіск»            | 1Д                     | 12        | 6         | КД                 | -                  | -                  | -         | -         | -         | -             | -             | -             | 12     | 6      |
| лип.-серп. 2012        | «Норшелланн»           | ДС                     | 2         | 1         | -                  | -                  | -                  | -         | -         | -         | -             | -             | -             | 2      | 1      |
| Усього за «Норшелланн» | Усього за «Норшелланн» | Усього за «Норшелланн» | 26        | 4         |                    | 3                  | 1                  |           | -         | -         | -             | -             | -             | 29     | 5      |
| серп.-лист. 2012       | «Саннес Ульф»          | ТЛ                     | 12+2      | 8+3       | -                  | -                  | -                  | -         | -         | -         | -             | -             | -             | 14     | 11     |
| 2013                   | «Гаугесун»             | ТЛ                     | 25        | 11        | КН                 | 3                  | 4                  | -         | -         | -         | -             | -             | -             | 28     | 15     |
| 2014                   | «Гаугесун»             | ТЛ                     | 26        | 15        | КН                 | 3                  | 1                  | -         | -         | -         | -             | -             | -             | 29     | 16     |
| 2015                   | «Гаугесун»             | ТЛ                     | 30        | 10        | КН                 | 2                  | 3                  | ЛЄ        | 2         | 0         | -             | -             | -             | 34     | 13     |
| Усього за «Гаугесун»   | Усього за «Гаугесун»   | Усього за «Гаугесун»   | 81        | 36        |                    | 8                  | 8                  |           | 2         | 0         |               | -             | -             | 91     | 44     |
| 2016                   | «Русенборг»            | ТЛ                     | 28        | 19        | КН                 | 5                  | 1                  | -         | -         | -         | -             | -             | -             | 32     | 20     |
| січ.-трав.2017         | «Мюнхен 1860»          | 2БЛ                    | 15+2      | 2+0       | КН                 | 1                  | 0                  | -         | -         | -         | -             | -             | -             | 18     | 2      |
| 2017–18                | «Лех»                  | ЕК                     | 37        | 19        | КП                 | 1                  | 0                  | ЛЄ        | 4         | 2         | -             | -             | -             | 42     | 21     |
| 2018–19                | «Лех»                  | ЕК                     | 31        | 12        | КП                 | 2                  | 0                  | ЛЄ        | 6         | 5         | -             | -             | -             | 39     | 17     |
| 2019–20                | «Лех»                  | ЕК                     | 34        | 24        | КП                 | 4                  | 3                  | -         | -         | -         | -             | -             | -             | 36     | 24     |
| Усього за «Лех»        | Усього за «Лех»        | Усього за «Лех»        | 102       | 55        |                    | 7                  | 3                  |           | 10        | 7         |               | -             | -             | 119    | 65     |
| 2020–21                | «Монца»                | B                      | 22+1      | 6         | КІ                 | 1                  | 0                  | -         | -         | -         | -             | -             | -             | 24     | 6      |
| 2021–22                | «Монца»                | B                      | 33+4      | 9+5       | КІ                 | 1                  | 0                  | -         | -         | -         | -             | -             | -             | 38     | 14     |
| 2022–23                | «Монца»                | A                      | 22        | 1         | КІ                 | 2                  | 1                  | -         | -         | -         | -             | -             | -             | 24     | 2      |
| Усього за «Монцу»      | Усього за «Монцу»      | Усього за «Монцу»      | 77+5      | 16+5      |                    | 4                  | 1                  |           | -         | -         |               | -             | -             | 86     | 22     |
| 2023–24                | «Венеція»              | B                      | 3         | 1         | КІ                 | 1                  | 1                  | -         | -         | -         | -             | -             | -             | 4      | 2      |
| Усього за кар'єру      | Усього за кар'єру      | Усього за кар'єру      | 376+8     | 148+5     |                    | 30                 | 15                 |           | 12        | 7         |               | -             | -             | 426    | 175    |

### Статистика виступів за збірну
| Дата       | Місто          | Господарі | Результат | Гості      | Турнір                               | Голи | Примітки |
| ---------- | -------------- | --------- | --------- | ---------- | ------------------------------------ | ---- | -------- |
| 15-11-2016 | Млада Болеслав | Чехія     | 1 – 1     | Данія      | товариський матч                     | -    | 46'      |
| 16-10-2018 | Гернінг        | Данія     | 2 – 0     | Австрія    | товариський матч                     | -    | 46'      |
| 19-11-2018 | Орхус          | Данія     | 0 – 0     | Ірландія   | Ліга націй УЄФА 2018-2019 - 1-й етап | -    | 65'      |
| 21-3-2019  | Приштина       | Косово    | 2 – 2     | Данія      | товариський матч                     | -    | 77'      |
| 26-3-2019  | Базель         | Швейцарія | 3 – 3     | Данія      | Відбір до ЧЄ 2020                    | 1    | 70'      |
| 5-9-2019   | Гібралтар      | Гібралтар | 0 – 6     | Данія      | Відбір до ЧЄ 2020                    | 2    |          |
| 8-9-2019   | Тбілісі        | Грузія    | 0 – 0     | Данія      | Відбір до ЧЄ 2020                    | -    | 67'      |
| 15-10-2019 | Ольборг        | Данія     | 4 – 0     | Люксембург | товариський матч                     | 1    | 61'      |
| 15-11-2019 | Копенгаген     | Данія     | 6 – 0     | Гібралтар  | Відбір до ЧЄ 2020                    | 1    |          |
| Усього     |                | Матчів    | 9         |            | Голів                                | 5    |          |

## Досягнення

### Клубні
«Норшелланн»
- Кубок Данії
  -  Володар (1): 2010/11[9]

«Русенборг»
- Елітесеріен
  -  Чемпіон (1): 2016[10][11]

- Кубка Норвегії
  -  Володар (1): 2016

### Збірна
- Північний чемпіонат
  -  Чемпіон (1): 2006

### Індивідуальні
- Нападник року: 2016
- Найкращий бомбардир Тіппеліген: 2016
- Найкращий бомбардир Чемпіонату Польщі (1):

«Лех»: 2019-20

## Особисте життя
Крістіан Г'юткер має молодшого брата Фредерік Г'юткер, який виступає в «Люнгбю».